# Cioburciu (Ștefan Vodă)
Cioburciu è un comune della Moldavia situato nel distretto di Ștefan Vodă di 2.861 abitanti al censimento del 2004.